# 渡邊氏東方蠟蟬
渡邊氏東方蠟蟬（学名：Pyrops watanabei），舊稱長吻白蠟蟲、渡邊氏長吻白蠟蟲或渡邊氏長吻白蠟蟬，又稱提燈蟲或燈籠蟲（包括其他提燈蟲屬 Fulgora之下的昆蟲，許多頭部前端有突出的蠟蟬均使用此俗名），为蠟蟬科東方蠟蟬屬下的一个种。分布于臺灣、海南島與中國大陸，其生存的海拔範圍為1000公尺以下的山區。

## 分類地位與學名
根據農委會台灣節肢動物類保育名單所稱，渡邊氏東方蠟蟬學名為 Fulgora watanabei，分類上屬於半翅目蠟蟬科蠟蟬亞科（Fulgorinae）提燈蟲族（Laternarini）。種名則是松村松年為了紀念亡於北埔事件的渡邊龜作之採集貢獻，在其採集之動物為命名時特別冠上其姓。
另外國際上半翅目與蠟蟬科的分類仍然相當的混亂，原本已使用 Pyrops 取代 Fulgora，新的學名為 Pyrops watanabei，但由於仍然有爭議，故行政院農委會仍然使用舊名。

## 辨識特徵

### 成蟲
渡邊氏東方蠟蟬成蟲頭部相當長，末端呈球狀，密布許多白色斑點，此凸出之球狀物和兩複眼略呈等腰三角形。翅面上有黑及褐色斑點，腹部背面稍呈白色。本種為大型半翅目，體長約 4.5 至 8 公分，前翅為黃綠色，翅面上有黑色及褐色斑點，腹部末端略呈白色，全身覆有白色蠟粉，故名為「白蠟蟲」。

### 若蟲
若蟲外型與成蟲差異極大。剛孵化的若蟲身體顏色非常淺；過一陣子後，若蟲的體色會漸漸轉為黃褐色，且長出（頭部）突出物；較老熟的若蟲體色呈深褐色或灰褐色，體色與外型都與樹幹相似。

### 卵
渡邊氏東方蠟蟬的卵產在植物樹皮上，卵呈長橢圓形，並覆蓋著一層具保護作用的白色蠟質。

## 生活史與生態習性
渡邊氏東方蠟蟬於夏季至秋季時常出現於中低海拔的山區，成蟲通常棲習於烏桕或白臼的枝幹上，善跳，以樹汁為食，有翅卻極少飛行，遇到危險時會繞圈圈、跳開（如果在樹幹上會繞到後方躲藏或越爬越高）或振翅威嚇；若蟲活動力較旺盛且很敏感，遇驚擾時會躲（或跳）至別的地方，食物是植物汁液，選擇卻比成蟲多樣（成蟲只吸食烏桕與白臼的樹汁，也是成蟲多在這兩種樹上活動的原因），老熟的若蟲由於外型和體色與樹皮相似，因此常出現於樹幹上，不易發現（齡期較小的黃褐色若蟲反而會遠離烏桕）；至於如何過冬、或是繁殖季節、生活史與季節消長仍不明，則有待觀查與研究。
渡邊氏東方蠟蟬主要分布於台灣北部 1000 公尺以下之山區，也有零星分布記載於宜蘭烏石鼻保護區與觀音海岸自然保護區，花蓮太魯閣國家公園，屏東白賓山。另中华人民共和国文獻記載，此種也分布於海南島（尖峰岭）、廣東省與廣西壯族自治區。
本種分布十分狹窄，且常成群生活，所以十分容易被成群捕獲。雖然沒有沉重的商業捕捉壓力，但人為採集仍可能導致族群走向滅絕，此外，因中低海拔森林的破壞，也是使渡邊氏東方蠟蟬族群減少原因之一。另行政院農業委員會特有生物研究保育中心資料指出，棲地破壞是目前面臨危機。由於棲習地面臨開發壓力危機，與人為棲地破壞。

## 生態保育
渡邊氏東方蠟蟬曾被公告為保育類動物，後來經過立法保育後，數量逐漸回升，終於在 2009 年除名。

## 註解
1. ↑  見半翅目